# ISO 3166-2:AD
ISO 3166-2:AD – kody ISO 3166-2 dla Andory.
Kody ISO 3166-2 to część standardu ISO 3166 publikowanego przez Międzynarodową Organizację Normalizacyjną. Kody te są przypisywane głównym jednostkom podziału administracyjnego, takim jak np. województwa czy stany, każdego kraju posiadającego kod w standardzie ISO 3166-1.
Aktualnie (2017) dla Andory zdefiniowano kody dla 7 parafii (kat. parròquia).
Pierwsza część oznaczenia to kod Andory zgodnie z ISO 3166-1, natomiast druga część oznaczenia znajdująca się po myślniku to dwucyfrowy kod jednostki administracyjnej.

## Kody ISO
| Kod ISO | Nazwa jednostki administracyjnej | Rodzaj jednostki administracyjnej |
| ------- | -------------------------------- | --------------------------------- |
| AD-02   | Canillo                          | parafia                           |
| AD-03   | Encamp                           | parafia                           |
| AD-04   | La Massana                       | parafia                           |
| AD-05   | Ordino                           | parafia                           |
| AD-06   | Sant Julià de Lòria              | parafia                           |
| AD-07   | Andora                           | parafia                           |
| AD-08   | Escaldes-Engordany               | parafia                           |